# Charles Van Acker
Charles Van Acker (Brussel, 14 maart 1912 - South Bend, Indiana, 31 mei 1998) was een Belgisch-Amerikaans autocoureur.
In 1946 probeerde hij zich voor het eerst te kwalificeren voor de Indianapolis 500, maar hij was te langzaam. In 1947, 1948 en 1949 kwalificeerde hij zich wel en eindigde respectievelijk als 29e (door een crash), 11e (over de finish gekomen) en 31e (opnieuw een crash). In de editie van 1950, die ook onderdeel was van het Formule 1-kampioenschap, schreef hij zich weer in maar kwalificeerde zich niet. Dit bleek achteraf zijn laatste race te zijn in het American Championship Car Racing.
Hij woonde en beheerde de South Bend Motor Speedway in South Bend en werd een keer doodverklaard na een crash in Dayton. Van Acker zelf zei hierover dat dit overdreven was en dat hij zelfs niet zwaargewond was.